# Hydroporus vagepictus
Hydroporus vagepictus is een keversoort uit de familie waterroofkevers (Dytiscidae). De wetenschappelijke naam van de soort is voor het eerst geldig gepubliceerd in 1855 door Fairmaire & Laboulbène.